# Герватіус Урі Хоб
Герватіус Урі Хоб (англ. Gervatius Uri Khob, нар. 3 квітня 1972) — намібійський футболіст, що грав на позиції нападника.
Виступав, зокрема, за клуб «Чіф Сантос», а також національну збірну Намібії.

## Клубна кар'єра
У дорослому футболі дебютував виступами за команду клубу «Чіф Сантос», кольори якої і захищав протягом усієї своєї кар'єри. 

## Виступи за збірну
У 1992 році дебютував в офіційних матчах у складі національної збірної Намібії.
У складі збірної був учасником Кубка африканських націй 1998 року у Буркіна Фасо.